# Huit féminin aux Jeux olympiques d'été de 2008
Pour un article plus général, voir Aviron aux Jeux olympiques d'été de 2008.
Navigation
Athènes 2004 Londres 2012
L'épreuve féminine de huit aux Jeux olympiques de 2008 s'est déroulée du 11 au 17 août 2008 sur le parc aquatique olympique de Shunyi.

## Résultats[1]
| Épreuves | Or | Argent | Bronze |
| -------- | --- | --- | --- |
| Huit     | États-Unis - Erin Cafaro - Lindsay Shoop - Anna Goodale - Elle Logan - Anna Cummins - Susan Francia - Caroline Lind - Caryn Davies - + Mary Whipple | Pays-Bas - Femke Dekker - Marlies Smulders - Nienke Kingma - Roline Repelaer van Driel - Annemarieke van Rumpt - Helen Tanger - Sarah Siegelaar - Annemiek de Haan - + Ester Workel | Roumanie - Constanţa Burcică - Viorica Susanu - Rodica Şerban - Enikő Barabás - Simona Musat - Ioana Papuc - Georgeta Andrunache - Doina Ignat - + Elena Georgescu |

### Tour préliminaire (11/08/2008)

#### 1ertouréliminatoire
| Rang | Pays            | Temps         |
| ---- | --------------- | ------------- |
| 1    | États-Unis      | 6 min 06 s 53 |
| 2    | Grande-Bretagne | 6 min 08 s 68 |
| 3    | Canada          | 6 min 12 s 68 |
| 4    | Allemagne       | 6 min 14 s 42 |

#### 2etouréliminatoire
| Rang | Pays      | Temps         |
| ---- | --------- | ------------- |
| 1    | Roumanie  | 6 min 05 s 77 |
| 2    | Pays-Bas  | 6 min 07 s 41 |
| 3    | Australie | 6 min 07 s 93 |

### Repêchage (13/08/2008)
| Rang | Pays            | Temps         |
| ---- | --------------- | ------------- |
| 1    | Canada          | 6 min 10 s 50 |
| 2    | Pays-Bas        | 6 min 11 s 58 |
| 3    | Grande-Bretagne | 6 min 12 s 10 |
| 4    | Australie       | 6 min 12 s 52 |
| 5    | Allemagne       | 6 min 14 s 45 |

### Finale (17/08/2008)
| Rang | Pays            | Temps         |
| ---- | --------------- | ------------- |
| 1    | États-Unis      | 6 min 05 s 34 |
| 2    | Pays-Bas        | 6 min 07 s 22 |
| 3    | Roumanie        | 6 min 07 s 25 |
| 4    | Canada          | 6 min 08 s 04 |
| 5    | Grande-Bretagne | 6 min 13 s 74 |
| 6    | Australie       | 6 min 14 s 22 |

## Note
- Cet article est partiellement ou en totalité issu de l'article intitulé « Résultats détaillés des épreuves d'aviron aux Jeux olympiques d'été de 2008 » (voir la liste des auteurs).